# Metacatharsius tuberifrons
Metacatharsius tuberifrons är en skalbaggsart som beskrevs av Leon Fairmaire 1884. Metacatharsius tuberifrons ingår i släktet Metacatharsius och familjen bladhorningar. Inga underarter finns listade i Catalogue of Life.